# Zmarli w marcu 2013

## Marzec 2013
- 31 marca
  - Helena Carroll – szkocka aktorka[1]
  - Ronnie Ray Smith – amerykański lekkoatleta, sprinter, mistrz olimpijski z 1968[2]
  - Dmitrij Uczajkin – rosyjski hokeista[3]
- 30 marca
  - Daniel Hoffman(inne języki) – amerykański poeta, eseista[4]
  - Tomasz Jura – polski grafik, malarz, autor plakatów, profesor, pedagog[5]
  - Francisco Javier López Peña – hiszpański terrorysta, przywódca separatystycznej organizacji baskijskiej ETA[6]
  - Phil Ramone – amerykański producent muzyczny, kompozytor, skrzypek[7]
  - Bob Turley – amerykański baseballista[8]
  - Walerij Zołotuchin – rosyjski aktor[9]
- 29 marca
  - Andrzej Lipski – polski aktor[10]
  - Art Phillips – kanadyjski polityk, burmistrz Vancouver[11]
- 28 marca
  - Richard Griffiths – brytyjski aktor[12]
  - Soraya Jiménez – meksykańska sztangistka, mistrzyni olimpijska[13]
  - Hugh McCracken – amerykański gitarzysta i harmonijkarz sesyjny, aranżer, producent[14]
  - Olgierd Nowosielski – polski specjalista w zakresie nawożenia roślin warzywnych, prof. dr hab.[15]
  - Boris Strel – słoweński narciarz alpejski[16]
  - Andrzej Swat – polski samorządowiec, wiceburmistrz i przewodniczący rady miejskiej Piaseczna[17]
  - Zygmunt Zagórski – polski filolog, profesor[18]
  - Robert Zildjian – amerykański przedsiębiorca, producent talerzy perkusyjnych marki Sabian[19]
- 27 marca
  - Andrzej Iwiński – polski aktor[20]
  - Fay Kanin – amerykańska aktorka, scenarzystka[21]
  - Sakaguchi Ryoko – japońska aktorka[22]
- 26 marca
  - Hjalmar Andersen – norweski łyżwiarz szybki[23]
  - Tom Boerwinkle – amerykański koszykarz[24]
  - Janusz Jarosiński – polski politolog, profesor[25]
  - Krzysztof Kozłowski – polski dziennikarz, filozof, minister spraw wewnętrznych i szef Urzędu Ochrony Państwa, senator I, II, III i IV kadencji[26]
  - Jerzy Nowak – polski aktor[27]
  - Jerzy Wyrobek – polski piłkarz, trener[28]
- 25 marca
  - Anthony Lewis – amerykański dziennikarz, pisarz, laureat nagrody Pulitzera[29]
  - Lawrence McKiver – afroamerykański muzyk folkowy[30]
  - Marian Wilimowski – polski farmakolog[31]
- 24 marca
  - Čestmír Císař – czeski polityk, minister szkolnictwa i kultury Czechosłowacji (1963–1965)[32]
  - Władysława Insarew-Roszczyn – polska romanistka i nauczycielka[33]
  - Mirosław Misiowiec – polski piłkarz[34]
  - Deke Richards – amerykański kompozytor, producent muzyczny wytwórni Motown[35]
  - Jerzy Tomaszewski – polski chemik, profesor, działacz opozycji w czasach PRL[36]
- 23 marca
  - Boris Bieriezowski – rosyjski doktor nauk matematyczno-fizycznych, członek korespondent Rosyjskiej Akademii Nauk, polityk[37]
  - Antoni Jozafat Nowak – polski duchowny katolicki, franciszkanin, antropolog i psycholog, profesor KUL-u[38]
  - Joe Weider – amerykański kulturysta, trener, wydawca; współzałożyciel IFBB oraz twórca zawodów kulturystycznych Mr. Olympia i Ms. Olympia[39]
- 22 marca
  - Pietro Adonnino – włoski polityk i prawnik, eurodeputowany I kadencji[40]
  - Vladimír Čech – czeski aktor, prezenter telewizyjny, polityk[41]
  - Zbigniew Dutkowski – polski dziennikarz sportowy[42]
  - Franciszek Skiba – polski piłkarz, trener, działacz sportowy[43]
  - Bebo Valdés – kubański pianista, kompozytor[44]
  - Derek Watkins – angielski trębacz jazzowy[45]
- 21 marca
  - Chinua Achebe – nigeryjski pisarz, poeta[46]
  - Ludwig Leitner – niemiecki narciarz alpejski[47]
  - Pietro Mennea – włoski lekkoatleta, polityk[48]
  - Aníbal Paz – urugwajski piłkarz[49]
- 20 marca
  - James Herbert – brytyjski pisarz[50]
  - Czesław Hodór – polski leśnik i działacz państwowy, naczelnik Przemyśla, wojewoda przemyski (1975–1976)[51]
  - Ludwik Lech Jaksztas – polski malarz i grafik[52]
  - George Lowe – nowozelandzki himalaista, uczestnik wyprawy, która jako pierwsza zdobyła najwyższą górę świata[53]
  - Zillur Rahman – bengalski polityk, prezydent Bangladeszu w latach 2009–2013[54]
  - Nasser El Sonbaty – niemiecki kulturysta[55]
  - Risë Stevens – amerykańska śpiewaczka operowa[56]
- 19 marca
  - Holger Juul Hansen – duński aktor[57]
  - Lori March – amerykańska aktorka estradowa, filmowa i telewizyjna[58]
  - Bud Palmer – amerykański koszykarz[59]
  - Irina Petrescu – rumuńska aktorka[60]
  - Harry Reems – amerykański aktor porno[61]
- 18 marca
  - Henry Bromell – amerykański scenarzysta, reżyser i producent filmowy[62]
  - Klemens Krzyżagórski – polski dziennikarz[63]
  - Quita Shivas – brytyjska lekkoatletka, sprinterka[64]
  - Heinz Tobolla – niemiecki rzeźbiarz[65]
- 17 marca
  - Oksana Hożaj – ukraińska piosenkarka[66]
  - Jerzy Leszin-Koperski – polski poeta[67]
  - Krystyna Laskowicz – polska redaktorka, działaczka „Solidarności”[68]
  - Kazimierz Sioma – polski kierownik produkcji filmowej[69]
  - Herbert Szafraniec – polski parlamentarzysta, poseł na Sejm RP I kadencji (1991–1993)[70]
  - Antoni Tomera – polski wojskowy, żołnierz kampanii wrześniowej oraz ZWZ/AK, więzień nazistowskich obozów koncentracyjnych[71]
- 16 marca
  - Józef Borcz – polski tłumacz, żołnierz Armii Krajowej[72]
  - Larcenia Bullard – amerykańska polityk[73]
  - Jason Molina – amerykański wokalista, gitarzysta, kompozytor i autor tekstów[74]
  - Yadier Pedroso – kubański baseballista, medalista olimpijski, mistrz świata[75]
  - Bobbie Smith – amerykański piosenkarz rhythm and bluesowy, muzyk grupy The Spinners[76]
  - Marina Solodkin – izraelska polityk[77]
  - Frank Thornton – brytyjski aktor[78]
- 15 marca
  - Terry Lightfoot – brytyjski klarnecista jazzowy[79]
  - Felipe Zetter – meksykański piłkarz[80]
- 14 marca
  - Edward Bland – amerykański kompozytor jazzowy[81]
  - Jack Greene – amerykański muzyk country[82]
  - Mirja Hietamies – fińska biegaczka narciarska[83]
  - Ieng Sary – kambodżański polityk, wicepremier i minister spraw zagranicznych w Demokratycznej Kampuczy[84]
  - Marian Szuszkiewicz – polski fizyk, profesor[85]
  - Harry Thomson – szkocki piłkarz grający na pozycji bramkarza[86]
- 13 marca
  - Wałerij Hoszkoderia – ukraiński piłkarz[87]
  - Léon Deladerrière – francuski piłkarz[88]
  - Elżbieta Kilarska – polska aktorka[89]
  - Władysław Stachurski – polski piłkarz, trener[90]
- 12 marca
  - Clive Burr – angielski muzyk rockowy, perkusista grupy Iron Maiden[91]
  - Michael Grigsby – angielski reżyser filmów dokumentalnych[92]
  - Marek Skwarnicki – polski poeta, publicysta, prozaik, felietonista, tłumacz[93]
  - Eugeniusz Tomiczek – polski germanista, profesor[94]
- 11 marca
  - László Bódi – węgierski wokalista, kompozytor, autor tekstów, współzałożyciel grupy Republic[95]
  - Witold Dłużniak – polski piłkarz, działacz sportowy, prezes PZKol[96]
  - Florian Siwicki – polski wojskowy, generał, polityk, członek WRON, minister obrony narodowej w latach 1983–1990[97]
  - Borys Wasiliew – rosyjski pisarz[98]
- 10 marca
  - Stanley Crowther – brytyjski polityk, deputowany Izby Gmin (1976–1992)[99]
  - Lillian – szwedzka księżna[100]
  - Ian M. Ross – amerykański naukowiec, wieloletni prezes Bell Labs[101]
  - Zofia Saretok – polska aktorka[102]
- 9 marca
  - Adam Pleśnar – polski działacz społeczny, opozycjonista w okresie PRL[103]
  - Joachim Stachuła – polski piłkarz[104]
  - Włodzimierz Szwendrowski – polski żużlowiec[105]
- 8 marca
  - Hartmut Briesenick – niemiecki lekkoatleta, kulomiot[106]
  - Stanisław Głąbiński – polski dziennikarz, publicysta[107]
  - Jerzy Jabrzemski – polski dziennikarz sportowy, harcerz i historyk „Szarych Szeregów”[108]
  - Ewald-Heinrich von Kleist-Schmenzin – niemiecki wojskowy, oficer Wehrmachtu, uczestnik ruchu oporu Clausa von Stauffenberga[109]
  - John O’Connell – irlandzki polityk, minister zdrowia Irlandii w latach 1992–1993, Ceann Comhairle w latach 1981–1982[110]
- 7 marca
  - Kenny Ball – angielski trębacz jazzowy[111]
  - Peter Banks – brytyjski muzyk, gitarzysta grupy Yes[112]
  - Sybil Christopher – walijska aktorka, reżyserka teatralna[113]
  - Damiano Damiani – włoski reżyser filmowy[114]
  - Andrzej Lejman – polski animator filmowy[115]
  - Wojciech Witkowski – polski poeta[116]
  - Jan Zwartkruis – holenderski trener piłkarski[117]
- 6 marca
  - Sabine Bischoff – niemiecka florecistka, mistrzyni olimpijska z 1984[118]
  - Stompin’ Tom Connors – kanadyjski piosenkarz country i folk, kompozytor[119]
  - Alvin Lee – angielski muzyk bluesrockowy, gitarzysta grupy Ten Years After[120]
  - Andriej Panin – rosyjski aktor[121]
  - Ward de Ravet – belgijski aktor[122]
  - Roland Trebicka – albański aktor[123]
- 5 marca
  - Calvin Fowler, amerykański koszykarz (ur. 1940)[124]
  - Adam Banaszkiewicz – polski chemik, polityk, pedagog, działacz „Solidarności”[125]
  - Hugo Chávez – wenezuelski wojskowy, polityk socjalistyczny, prezydent Wenezueli w latach 1999–2013[126]
  - Francis Lemaire – belgijski aktor[127]
  - Leon Łukaszewicz – polski profesor informatyki, jeden z pionierów informatyki w Polsce[128]
  - Dieter Pfaff – niemiecki aktor, reżyser[129]
  - Arthur Storch – amerykański aktor i reżyser teatralny[130]
  - Bill Walters – amerykański polityk, członek senatu Arkansas w latach 1982–2000[131]
- 4 marca
  - Gerald Hinteregger – austriacki dyplomata[132]
  - Jerzy Melke – polski geograf i biolog, naukowiec, profesor dr hab. UMCS[133]
  - George Petherbridge – angielski piłkarz[134]
  - Jérôme Savary – francuski reżyser teatralny, aktor[135]
  - Fran Warren – amerykańska piosenkarka[136]
- 3 marca
  - Luis Cubilla – urugwajski piłkarz, trener[137]
  - Rik De Saedeleer – belgijski piłkarz, komentator sportowy[138]
  - Johann Eekhoff – niemiecki ekonomista, profesor uniwersytetu w Kolonii[139]
  - Müslüm Gürses – turecki aktor, piosenkarz[140]
  - Bobby Rogers – amerykański piosenkarz, członek grupy The Miracles[141]
  - José Sancho – hiszpański aktor[142]
- 2 marca
  - Muchtar Bilmuchtar – algierski terrorysta[143]
  - Ewa Chramiec – polska żeglarka, dwukrotna mistrzyni Polski w klasie Finn[144]
  - Hans Schnitger – holenderski hokeista na trawie, medalista olimpijski[145]
  - Bjørn Skau – norweski polityk, minister sprawiedliwości Norwegii w 1981[146]
  - Ludwig Zausinger – niemiecki piłkarz[147]
- 1 marca
  - Chris Canavan – brytyjski aktor[148]
  - Bonnie Franklin – amerykańska aktorka[149]
  - Mukesh Gadhvi – indyjski polityk[150]
  - Magic – amerykański raper[151]
  - Trevor Morley – angielski krykiecista[152]
  - Hans Müller – szwajcarski przedsiębiorca, założyciel firmy Müller Martini, producenta maszyn i części dla firm poligraficznych[153]
  - Rafael Puyana – kolumbijski klawesynista[154]
  - Gabriel Vanel – francuski duchowny katolicki, arcybiskup Archidiecezji Auch w latach 1985–1996[155]